# 혼고 카나타
혼고 카나타(일본어: 本郷奏多 혼고 가나타[*], 1990년 11월 15일 ~ )는 일본의 배우, 모델이다. 스타더스트 프로모션 소속으로 뮤직비디오, 영화, TV 드라마, 그리고 잡지에 출연하며 이름을 알리기 시작했다. 그를 일약 스타로 만들어 준 건 영화 《테니스의 왕자》라는 작품에서 료마 에치젠이라는 역할을 하고 나서다. 그 이후, 영화 《나나 2》를 통해 신이라는 캐릭터를 연기, 더 폭넓은 인기를 얻게 되었다. TV 드라마에서, 혼고를 가장 알린 작품은 2007년 드라마 《비밀의 화원》이다.

## 개요
혼고는 2006년 12월 9일 일본에서 개봉한 영화 《나나 2》에서 신이치 오카자키라는 젊은 베이시스트를 맡아 연기하였다. 전 작품 《나나》에서 마츠야마 켄이치가 맡은 역할을 그가 2탄에서 맡은 것이다. 다음 영화 작품은 2007년 칸 영화제에서도 상영되기도 한 마이클 피트와 케이라 키이라 나이틀리 주연의 영화《실크》에서 일본 소년 역할로 그들과 함께 어깨를 나란히 하였다. 이 작품은 혼고의 첫 영어권 영화 작품이기도 하다. 또, 일본의 밴드 B'z의 《永遠の翼》의 P/V에서 혼다 쓰바사와 함께 촬영하였고, GReeeeN의 《涙空》에 출연하기도 하였다.
TV 드라마에서는, 《비밀의 화원》에서 히나타 역을 맡으며 비중있는 캐릭터를 연기했다. 연이어 드라마 《학생제군》에서 반항적인 학생 코헤이 아오키 역을 훌륭히 소화하였다. 이후, 버라이어티 프로그램에도 출연하기도 하였다. 2008년, NTV 드라마 《정의는 아군》이라는 드라마에 리쿠 오카모토를 연기하였다. 혼고는 오카모토는 지금까지 연기한 역할 중 본인과 가장 비슷한 캐릭터라고 고백하기도 했다. 일본 가수 The Gospellers의 《Sky High》에도 출연했고, 이 곡은 애니메이션 노다메 칸타빌레 시즌2에 오프닝곡으로 사용되었다.
2008년 후반기에는 3편의 영화 작품에 출연하였다 - 《파랑새》, 《K-20 괴도 이십면상》, 《고스》. 고스는 일본의 동명 소설을 원작으로 한 작품이기도 하다.

## 작품

### 드라마
| 연도 | 방송국       | 한국판 제목            | 원제                       | 역할                         |
| ---- | ------------ | ---------------------- | -------------------------- | ---------------------------- |
| 2005 | TBS          | 너무 귀여워            | あいくるしい               | 나구모 슈                    |
| 2006 | TBS          | 혐오스런 마츠코의 일생 | 嫌われ松子の一生           | 유이치 류 (15살)             |
| 2007 | 후지 TV, KTV | 비밀의 화원            | ヒミツの花園               | 가타오카 히나타              |
| 2007 | TV 아사히    | 학생제군               | 生徒諸君!                  | 아오키 고헤이                |
| 2007 | NTV          | 탐정 학원 Q            | 探偵学園Q                  | 마키노 다이스케 (에피소드 2) |
| 2007 | 후지 TV      | 의룡 2                 | 医龍 Team Medical Dragon 2 | Episode 8                    |
| 2008 | NTV          | 정의의 아군            | 正義の味方                 | 오카모토 리쿠                |

### 영화
| 연도 | 한국어 제목        | 원어제목              | 역할                  |
| ---- | ------------------ | --------------------- | --------------------- |
| 2002 | 리터너             | リターナー            | 아역 : 미야모토       |
| 2004 | 문 차일드          | Moon Child            | 아역 : 쇼             |
| 2005 | 히노키오           | ヒノキオ              | 이와모토 사토루       |
| 2005 | 대정전의 밤에      | 大停電の夜に          | 다자와 쇼타           |
| 2006 | 테니스의 왕자      | テニスの王子様        | 에치젠 료마           |
| 2006 | 나나 2             | ナナ2                 | 신이치 오카자키, "신" |
| 2007 | 실크               | シルク                | 일본 소년             |
| 2008 | 파랑새             | 青い鳥                | 소노베 신이치         |
| 2008 | K-20 괴도 이십면상 | K-20 怪人二十面相・伝 | 코바야시 요시오       |
| 2008 | 곳,                | 고스                  | 가미야마 다쓰키       |
| 2018 | 히어로 일본 대침공 | いぬやしき            | 안도 나오유키         |
| 2019 | 킹덤               | キングダム            | 성교                  |
| 2019 | Diner 다이너       | ダイナー              |                       |

### 뮤직비디오
| 연도 | 노래 제목          | 가수                    |
| ---- | ------------------ | ----------------------- |
| 2000 | Lovibe             | The Boom                |
| 2005 | Tomorrow's Way     | YUI                     |
| 2005 | ずっと読みかけの夏 | 冨田ラボ feat.CHEMISTRY |
| 2007 | 永遠の翼           | B'z                     |
| 2007 | 涙空               | GReeeeN                 |
| 2008 | Sky High           | The Gospellers          |

### TV-광고
- 株式会社ライク 「アエラホーム」
- 明治乳業 「明治おいしい牛乳」
- 牛乳工場篇
- 乳酸菌篇